# Difluorkarben
Difluorkarben je sloučenina s chemickým vzorcem CF2. Má krátký poločas rozpadu 0,5 ms v roztoku a 20 ms v plynné fázi. Difluorkarben je meziproduktem při výrobě tetrafluorethylenu, který se průmyslově vyrábí jako prekurzor teflonu (PTFE).

## Příprava
Difluorkarben je možné připravit termolýzou chlordifluoracetátu sodného:
ClF2CCO2− → CO2 + ClF2C−
ClF2C- → CF2 + Cl−
Dehydrohalogenace chlordifluormethanu nebo bromdifluormethanu za použití alkoxidu nebo alkyllithia rovněž vede k přípravě difluorkarbenu:
NaOR + HCF2Cl → CF2 + HOR + NaCl

## Využití
Termolýzou chlordifluormethanu při teplotě mezi 600 a 800 °C vzniká 1,1,2,2-tetrafluorethylen (TFE). Požadovaný chlordifluormethan je připravován fluorací chloroformu:
CHCl3 + 2 HF → CHClF2 + 2 HCl
2 CHClF2 → C2F4 + 2 HCl
Tetrafluorethylen se také vyrábí dehalogenací bromfluoro- nebo jodfluoroalkanů zinkem a alkoholy, dehydrohalogenací halogenalkenů obsahujících vodík alkoholovými zásadami nebo zahříváním. Průmyslová roční výroba PTFE, který vzniká polymerací tetrafluorethylenu (TFE), činila v roce 1991 9000 tun.
Difluorokarben se používá k výrobě geminálních difluorcyklopropanů.